# Henry Lister-Maw
Pour les articles homonymes, voir Lister (homonymie) et Maw.
Henry Lister-Maw, né le 22 mars 1801 à Warmsworth et mort le 7 décembre 1874 à Birkenhead, est un explorateur britannique.

## Biographie
Entré dans la Marine en 1818, Lieutenant, il visite Truxillo et atteint le Marañón. A partir du rio Huallaga, il descend l'Amazone et rejoint l'océan (1827). En 1869, il sert aux Indes.
Jules Verne le mentionne dans son roman La Jangada (partie 1, chapitre V).

## Publications
- 1829 : Journal of a Passage from the Pacific to the Atlantic
- 1829 : Narrative of a journey from Lima to Para, across the Andes and down the Amazon